# مارمولک کرمی پورتوریکو
مارمولک کرمی پورتوریکو (نام علمی: Amphisbaena caeca) نام یک گونه از سرده مارمولک کرمی است.